# North Tamerton
North Tamerton är en by och en civil parish i Cornwall i England. Orten har 278 invånare (2011).